# Црква Светог арханђела Гаврила са спомен чесмом у Буковику
Црква Светог арханђела Гаврила у Буковику, насељеном месту на територији општине Аранђеловац, припада епархији шумадијској Српске православне цркве. Црква заједно са спомен-чесмом представља непокретно културно добро као споменик културе, решењем Владе Републике Србије бр. 71/94 од 6. децембра 2005. године, Сл. Гл. РС бр. 108 од 06.12.2005. године.
Црква посвећена Сетом арханђелу Гаврилу подигнута је 1832. године на темељима раније средњовековне цркве. Везује се за проту Атанасију Антонијевића, који је заклео учеснике Првог српског устанка и сматра се централном личношћу збора у Орашцу. После устанка црква је спаљена након чега су је мештани обновили.

## Архитектура
Црква је једнобродна грађевина димензија 6x18m, са издвојеном полигоналном апсидом на источној страни и накнадно изграђеним звоником. Зидана је у камену, ојачана луцима и засведена. Кровна конструкција прекривена је лименим таблама. Једноставни ритам фасадне обраде нарушен је плитком рељефном орнаментиком испод кровног венца, изведеном у малтеру.
У цркви су постојала три дрвена иконостаса. Први је сликао Живко Павловић „молер пожаревачки”, који је половином 19. века радио на многим црквама у овом делу Србије. Затим је иконостас живописао иконописац Светислав Ђурић, који је по избору тема и распореду следио стари иконостас. Приликом последње реконструкције цркве, 2014. године постављен је иконостас од белог венчачког мермера.
На спољашњој страни северног зида цркве налази се спомен плоча која сведочи о историјском догађају везаном за проту Атанасија Буковичког.
Спомен чесма на улазу у порту је такође од великог историјског значаја за овај крај. Направљена је 1927. године за време краља Александра I Карађорђевића, од камених блокова, а у спомен устаницима и палим ратницима у ослободилачким ратовима Србије 1912-1918. године.
Овде је сахрањен књижевник Данко Поповић.